# Verordnung (EG) Nr. 1925/2006 (Anreicherungsverordnung)
Die Verordnung (EG) Nr. 1925/2006 des Europäischen Parlaments und des Rates vom 20. Dezember 2006 über den Zusatz von Vitaminen und Mineralstoffen sowie bestimmten anderen Stoffen zu Lebensmitteln, kurz Anreicherungsverordnung, ist eine Verordnung der Europäischen Union im Lebensmittelrecht.
Es gibt eine breite Palette von Nährstoffen und anderen Zutaten, die Lebensmitteln bei der Herstellung zugesetzt werden können, unter anderem Vitamine, Mineralstoffe einschließlich Spurenelementen, Aminosäuren, essentielle Fettsäuren, Ballaststoffe, verschiedene Pflanzen und Kräuterextrakte.
Ihr Zusatz zu Lebensmitteln war bisher in den Mitgliedstaaten der Europäischen Union durch unterschiedliche nationale Vorschriften geregelt, die den freien Verkehr dieser Erzeugnisse behinderten, ungleiche Wettbewerbsbedingungen schufen und somit direkte Auswirkungen auf das Funktionieren des Binnenmarktes hatten.
Daher hat es der Europäische Gesetzgeber für notwendig befunden, diese Verordnung zur Harmonisierung der nationalen Bestimmungen über den Zusatz von Vitaminen und Mineralstoffen sowie bestimmten anderen Stoffen zu Lebensmitteln zu erlassen.
Die Anreicherungsverordnung gilt ebenso wie die Health-Claims-Verordnung seit dem 1. Juli 2007. Beide Verordnungen nehmen gegenseitig aufeinander Bezug, was zu Verschränkungen in den Rechtsvorschriften führt.